# Santa María de Quintanilla de las Viñas

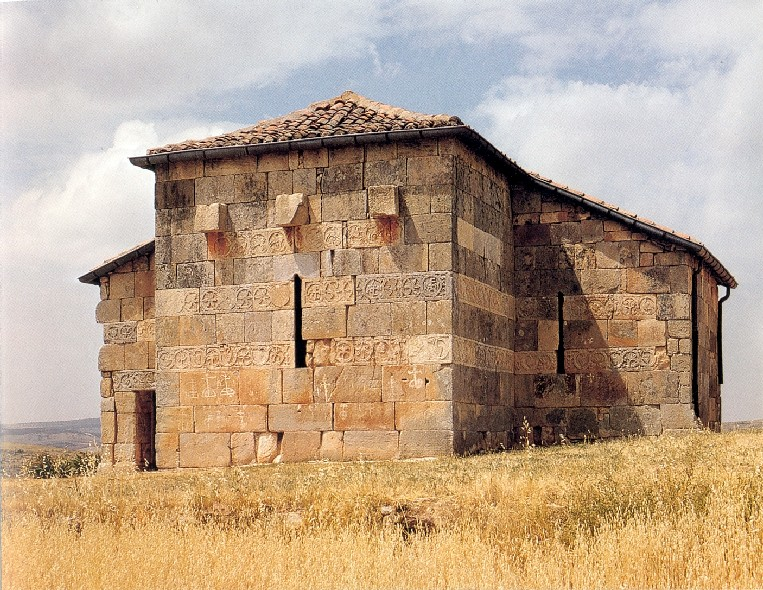
Apsis und Querhaus der ehemaligen Kirche Santa María in Quintanilla de las Viñas

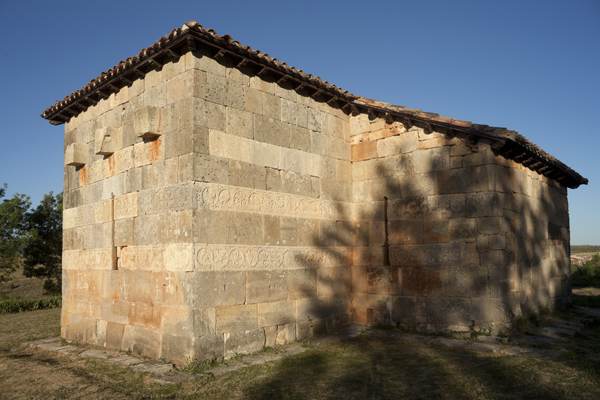
Chorpartie mit umlaufenden Friesen

Santa María de Quintanilla de las Viñas, auch Santa María de Lara genannt, ist ein nur in Teilen erhaltenes Kirchengebäude aus westgotischer Zeit, das ursprünglich zu einem Kloster gehörte. Nach Jahren des Verfalls wurde die Kirche im Jahr 1929 zum nationalen Kulturgut (Bien de Interés Cultural) erklärt.

## Lage
Die Kirche liegt am Fuß einer ca. 1200 m hohen Felskette etwa 700 m (Fußweg) östlich des Weilers Quintanilla de las Viñas, der zur Gemeinde Mambrillas de Lara in der Provinz Burgos der spanischen Autonomen Gemeinschaft Kastilien und León gehört. In der Nähe der Kirche sind die spärlichen Überreste einer keltiberischen Siedlung erhalten; außerdem gibt es Ausgrabungsfunde eines römischen Landgutes.

## Geschichte
Das Gebäude wurde wohl Ende des 7. bis Anfang des 8. Jahrhunderts errichtet, die Datierung ist aber umstritten. Zumindest der Baubeginn wird in die Zeit vor der islamischen Eroberung der iberischen Halbinsel ab dem Jahr 711 datiert, in deren Folge ehemals besiedelte Orte aufgegeben wurden und die christliche Bevölkerung in die Bergregionen des Nordens floh. Im Zuge der Rückeroberung reconquista wurden in der zweiten Hälfte des 9. Jahrhunderts die Gebiete nördlich des Duero wieder durch Christen besiedelt repoblación. Im Jahr 822 wird im Testament des Abitus von Tobillas ein Kloster in Quintanilla erwähnt, das unter arabischer Herrschaft weiterbestanden hatte. In einer weiteren Urkunde aus dem Kloster San Pedro de Arlanza aus dem Jahr 879 wird die Kirche Santa María erwähnt und ihre Restaurierung durch Flamola, vielleicht die Gemahlin des Grafen von Lara, deren Name auf einem Gedenkstein in der Kirche eingemeißelt ist. 
Im Jahr 912 wurde das Kloster in Quintanilla neu gegründet und in einer Schenkungsurkunde von 929 werden Kirche und Kloster erneut erwähnt. Im Jahr 1038 wurde die Kirche dem nahegelegenen Kloster San Pedro de Arlanza unterstellt. In der Folgezeit verfiel sie; Teile des Langhauses wurden abgetragen. Erst in den 1920er Jahren wurde das Gebäude wiederentdeckt und erforscht. Nachdem es 1929 zum spanischen Kulturdenkmal erklärt worden war, wurde mit archäologischen Ausgrabungen begonnen.
Im Jahr 2004 wurden zwei Quader mit Reliefs aus dem Bauwerk entwendet. Sie konnten im Jahr 2019 in London sichergestellt werden.

## Architektur

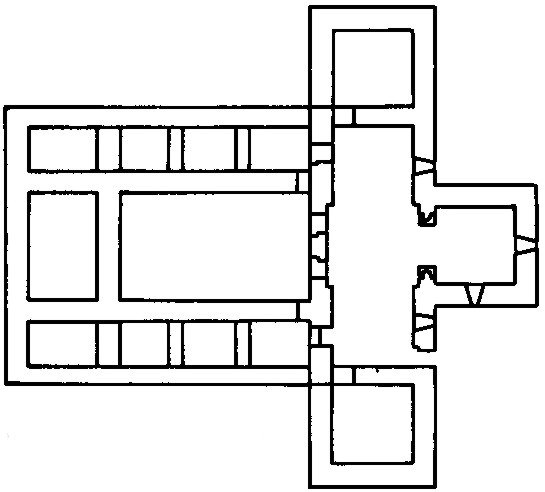
Grundriss des ehemaligen Baus

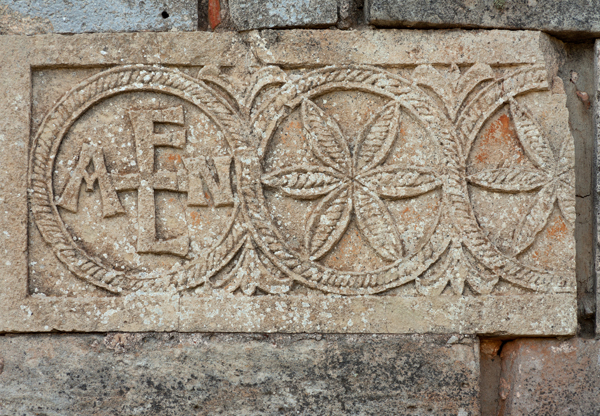
Detail des Außenwandfrieses mit einem der Monogramme

### Außenbau
Das Gebäude besteht aus den für die westgotische Architektur ab der Mitte des 6. Jahrhunderts typischen, exakt behauenen Kalksteinquadern in orangebraunen Farbtönen, die ohne Mörtel aneinandergefügt sind. Ursprünglich hatte die Kirche drei Schiffe, wobei die Seitenschiffe schmaler als das Mittelschiff waren. Das Querschiff hatte an jedem Ende einen zusätzlichen Raum. Das westlichste Joch war baulich abgetrennt, vielleicht ein Baptisterium. Sehr schmale, hohe Fensterschlitze beleuchteten den Raum spärlich.
Das heutige Dach ist modern. Ob die Kirche ursprünglich von einem offenen Dachstuhl bedeckt oder eingewölbt war, ist umstritten. Zumindest die Apsis scheint eingewölbt gewesen zu sein.
Erhalten sind die quadratische Apsis und das Querschiff mit einer Höhe von ca. 3,20 m und einer Gesamtlänge von 10,40 m. Ursprünglich schlossen sich daran die drei heute im aufgehenden Mauerwerk nicht mehr erhaltenen Schiffe an, deren Fundamente aber bei den Ausgrabungen nachgewiesen werden konnten.
Auffallend sind die ca. 46 cm hohen Friese an der Außenwand, die sich fast um das ganze Gebäude ziehen, an der Frontseite des Chorhauptes sogar in drei Reihen und über die Fensteröffnungen hinweg. Dargestellt sind seilähnlich gestaltete aufeinanderfolgende Kreis- oder Flechtbandmuster, die Weinranken und fünfblättrige Palmblätter, Vögel und Pflanzenmotive umrahmen. Im Fries verbergen sich drei nicht entschlüsselte, kreuzförmige Monogramme. Darüber hinaus gibt es Tierdarstellungen von Löwen, Leoparden, Antilopen, Greifen oder Fabelwesen.

### Innenraum

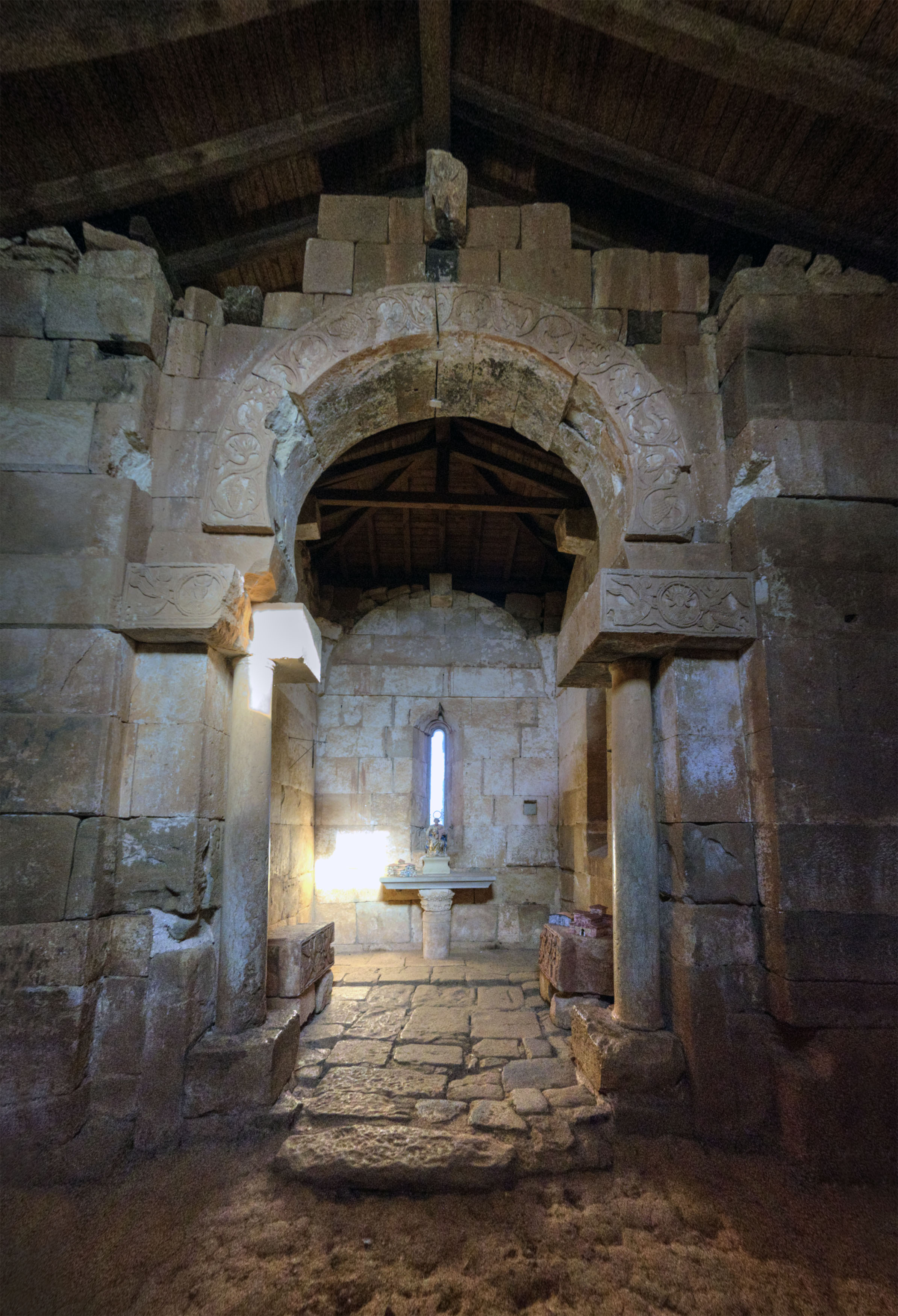
Triumphbogen

Im Inneren öffnet sich das mit einem gepflasterten Fußboden ausgestattete Querhaus zur ebenfalls mit Pflastersteinen bedeckten Apsis durch einen hufeisenförmigen Triumphbogen, der mit einem ähnlichen Fries wie an der Außenwand verziert ist. Auffällig ist, dass dessen seitliche monolithische Säulen weder Basen noch Kapitelle aufweisen; der Bogen liegt lediglich auf mächtigen mit Reliefs versehenen Kämpfersteinen auf.
Auf dem rechten Kämpfer sind zwei Engel dargestellt, die ein Medaillon halten mit einer bärtigen männlichen Figur und den Buchstaben SOL („Sonne“). Außerdem trägt der Stein eine Inschrift, die auf die Restaurierung der Kirche im Jahr 879 durch Flamola verweist. Die Inschrift lautet: „OC EXIGVVM EXIGVA OFF(ert) D(e) O FLAMMOLA VOTUM“ (Flamola, die Geringste der Geringsten, macht Gott dieses Geschenk in Erfüllung eines Gelübdes).
Auf dem linken Kämpfer sind ebenfalls zwei Engel und eine bärtige männliche Figur dargestellt mit dem Halbmond darüber und den Buchstaben LUNA („Mond“). Die Darstellungen von SOL und LUNA sollen Christus und die Kirche symbolisieren; sie haben aber auch universell-kosmische Implikationen. 
Auf der gegenüber liegenden Seite der Vierung finden sich zwei weitere Reliefs, die Christus Salvator und
Maria darstellen. Alle vier Reliefs ahmen byzantinische Vorbilder nach. In der Apsis finden sich weitere Steinblöcke, die mit Reliefs verziert sind. Auf einem werden Figuren dargestellt, die Bücher in den Händen halten und als Evangelisten interpretiert werden.
Über dem Schlussstein des Bogens ragt ein Kragstein aus der Wand, der die Figur Christi trägt. Zwei weitere, ähnliche Stücke, deren ursprünglicher Standort unbekannt ist und die wohl aus dem abgebrochenen Langhaus stammen, werden in der Kirche aufbewahrt.